# YX Energi
YX Energi, tidligere kendt som Hydro Texaco, er en norsk-dansk tankstationskæde, som blev dannet efter fusionen af Hydro og Texaco-kæderne i 1995. I 2006 blev selskabet opkøbt af Reitangruppen. Som følge af opkøbet blev der etableret 7-Eleven-butikker på flere af stationerne.
YX Energi driver 750 stationer i Norge og Danmark, inklusiv lavpriskæderne Uno-X og Rema Bensin. Derudover driver de DieselService-stationer tilegnet lastbiler. Desuden forhandler Hydro Texaco fyringsolie, som i dag forhandles under navnet Uno-X Fyringsolie. I Norge har YX en markedsandel på ca. 20 %, mens markedsandelen i Danmark er omkring 14 %.

## Historie
Hydro Texaco var resultatet af en fusion mellem Hydro og Texaco-benzinstationerne i Norge og Danmark den 1. januar 1995, hvor Norsk Hydro og Texaco ejede hver 50 %. Hydro-kæden blev dannet i 1990'erne, da Norsk Hydro købte Mobil-tankstationerne i Norge og Sverige og Uno-X i Danmark. I midten af 1990'erne etablerede Hydro Texaco sig i de baltiske lande under varemærkerne Hydro Texaco og senere Uno-X. Texacos ejerandel i Hydro Texaco overgik i 2001 til Chevron som følge af fusionen mellem de to selskaber. Hydro Texaco overtog i 2003 driften af de 35 Rema Bensin-anlæg i Norge og omdøbte dem til Uno YX. Reitangruppen købte Hydro Texaco i Skandinavien i 2006, mens estiske Alexela Oil overtog aktiviteterne i de baltiske lande.
Fra den 1. oktober 2006 var kæderne ejet af Reitangruppen, som omdøbte dem til YX. Samtidig offentliggjorde Coop Norge at de vil trække sig ud af medlemsbonussen på YX-stationerne da Rema 1000, som også var ejet af Reitangruppen, blev en stærk konkurrent til Coops butikker.
I 2007 blev der indgået en aftale mellem Reitangruppen og Shell, som resulterede i at 91 norske og 63 danske YX-stationer blev lavet om til Shell med 7-Eleven-butikker, som fortsat blev drevet af Reitangruppen. Det blev samtidig offentliggjort, at de resterende YX-stationer i Danmark vil blive omdøbt til Uno-X, hvor nogle fortsat vil have en butik tilknyttet men i fremtiden uden mulighed for betaling af brændstof i butikken.